# Ганс-Генріх Делер
Ганс-Генріх Делер (нім. Hans-Heinrich Döhler; 5 грудня 1917, Бад-Швартау — 22 лютого 1943, Північна Атлантика) — німецький офіцер-підводник, оберлейтенант-цур-зее крігсмаріне.

## Біографія
3 квітня 1937 року вступив у крігсмаріне. З липня 1939 по квітень 1940 року служив на важкому крейсері «Дойчланд». В квітні-вересні 1940 року проходив курс підводника у 2-й навчальній флотилії підводних човнів. З липня 1941 року — 2-й вахтовий офіцер на підводному човні U-751, здійснив 2 походи (загалом 67 днів у морі). В листопаді-грудні 1941 року пройшов курс командира підводного човна в 26-й (навчальній) флотилії. З 4 січня по 24 вересня 1942 року — командир навчального човна U-21, з 2 жовтня 1942 року — U-606. 22 лютого 1943 року човен був потоплений в Північній Атлантиці східніше Ньюфаундленду (47°44′ пн. ш. 33°43′ зх. д.) глибинними бомбами американського куттера берегової охорони «Кемпбелл» та польського есмінця «Бурза». 36 членів екіпажу (включаючи Делера) загинули, 11 врятовані.
Всього за час бойових дій здійснив 2 походи (100 днів у морі), потопив 3 судна загальною водотоннажністю 20 527 брт і пошкодив 2 судна (21 925 брт).
| Дата           | Назва корабля           | Тип               | Тоннаж, брт | Вантаж                                                | Екіпаж                    | Загиблі | Країна             | Конвой |
| -------------- | ----------------------- | ----------------- | ----------- | ----------------------------------------------------- | ------------------------- | ------- | ------------------ | ------ |
| 28 жовтня 1942 | Kosmos II (пошкоджений) | Китобійне судно   | 16,966      | 21 000 тонн сирої нафти та 3 десантні судна на палубі | 150 (включаючи пасажирів) | 0       | Норвегія           | HX 212 |
| 28 жовтня 1942 | Gurney E. Newlin        | Паровий танкер    | 8,225       | 92 000 барелів бензину і гасу                         | 59                        | 3       | США                | HX 212 |
| 22 лютого 1943 | Chattanooga City        | Торговий пароплав | 5,687       | Баласт (3 500 тонн піску)                             | 58                        | 0       | США                | ON 166 |
| 22 лютого 1943 | Empire Redshank         | Торговий пароплав | 6,615       | Баласт                                                | 47                        | 0       | Британська імперія | ON 166 |
| 22 лютого 1943 | Expositor (пошкоджений) | Торговий пароплав | 4,959       | Баласт (вода і шлак)                                  | 60                        | 0       | США                | ON 166 |

## Звання
- Кандидат в офіцери (3 квітня 1937)
- Кадет (21 вересня 1937)
- Фенріх-цур-зее (1 травня 1938)
- Обер-фенріх-цур-зее (1 липня 1939)
- Лейтенант-цур-зее (1 серпня 1939)
- Оберлейтенант-цур-зее (1 вересня 1941)

## Нагороди
- Залізний хрест
  - 2-го класу (листопад 1939)
  - 1-го класу (6 грудня 1942)
- Нагрудний знак флоту (28 жовтня 1941)
- Нагрудний знак підводника (9 листопада 1941)